# Heimpolding

Heimpoldinger Weiher

Heimpolding ist ein Gemeindeteil der Gemeinde Buchbach im oberbayerischen Landkreis Mühldorf am Inn.

## Lage
Die Einöde Heimpolding liegt vier Kilometer südöstlich von Buchbach auf der Gemarkung Ranoldsberg an den Quellweihern des Heimpoldinger Grabens, der sich mit dem Waldpoldinger Graben zum Stengerbach vereint.

## Bevölkerungsentwicklung
Um 1871 gab es in Heimpolding 17 Einwohner. Im Mai 1987 lebten dort vier Einwohner in einem Wohngebäude.
| Jahr      | 1871 | 1925 | 1950 | 1970 | 1987 |
| Einwohner | 17   | 10   | 8    | 6    | 4    |